# 真・女神転生ピンボール JUDGMENT
『真・女神転生ピンボール JUDGMENT』(しん・めがみてんせいピンボール ジャッジメント）は携帯電話用のゲーム。

## 概要
アトラスのRPG『真・女神転生デビルサマナー』をモチーフにしたピンボールゲーム。
台にはデビルサマナーの葛葉キョウジやレイ・レイホゥやエンジェル、シドのイラストが描かれている。こういったビジュアル面だけにとどまらず、悪魔と戦ったり、仲魔を合体させたりといったデビサマらしいゲーム性が盛り込まれている。
アトラスモバイルが提供する携帯電話用ゲームとしては『デジタル・デビル物語 女神転生』や『真・女神転生if...ハザマ編』などRPGが多い中、珍しいアクションゲームとなっている。

## ルール
最初に台を選択する。台には「NEUTRAL」「LAW」「CHAOS」の3種類があり、ギミックや出現する悪魔が違う。
様々な仕掛けが施された盤面上に打ち出されるボールをフリッパーを使って打ち返しつつ、ターゲットを狙い、得点を上げていく。

### 悪魔退治
盤面上に出現する「HITマーク」全てに当てると封印が解除され、敵悪魔が現れる。
現れた悪魔は与えられた条件に沿ってHITマークに当てるごとにダメージを与えることができ、制限時間内に相手悪魔のHPを0にすると悪魔退治成功。ボーナスとして得点を大量もらえる。悪魔には属性があり、上手く弱点の属性を突くとより大きなダメージを与えられる。時間内に倒すことができないと逃げられ、再び封印を解くところからやり直しになる。封印を一つ解くごとに新しい悪魔が現れる。

### 仲魔
悪魔退治に成功すると、その悪魔を仲魔（ナカマ/仲間の悪魔）にすることができる。仲魔の種類はピクシー、ノッカー、ネコマタ、エンジェルなど全70種類。仲魔にした悪魔は召喚することができ、仲魔によってボールが増えたり（マルチボール）、キックバックが2倍になったりと様々な特殊能力がある。また、召喚した仲魔は、悪魔退治の時に魔法を使うことができ、魔法によっては大ダメージを与えることができる。ただし、仲魔は満月時になると、マグネタイトを要求する。マグネタイトは盤上を動き回るガーディアンを倒したりイベントで入手できる。マグネタイトが足りなくなるとパーティーは解散してしまうので注意。

### 月齢
ピンボールをプレイしていると画面左上にある月が満ちたり欠けたりしていく。満月になると左右のキックバックが回復するが、仲魔がマグネタイトを消費する。

### ミス、ゲームオーバー
ボールを下に落とすとボールがなくなり、ボールが全てなくなるとゲームオーバー。
一定の得点を得るごとに残りのボールが増えるため、上手く得点を稼げばゲームを長く持続させることができる。
ゲームオーバーになっても、仲魔は保存され、次回プレイ時には最初から仲魔としてストックにいる状態から開始される。

### 悪魔合成
メニュー画面のGOMADEN（ごうまでん）「業魔殿」では仲魔同士を悪魔合成させて新しい仲魔を作り出すことができる。悪魔合成は一定の法則に基づいているものの、1/256の確率で事故が起こり、レアな悪魔を仲魔にすることもできる。
強い悪魔はその分消費するマグネタイトが多いものの、敵悪魔に与えるダメージが大きいため、悪魔退治に役立つ。

### 仲魔のコレクション
DATA（データ）モードのCollectionモードで今までに仲魔にした悪魔を閲覧することができる。悪魔のコレクションもまたこのゲームの楽しみと言える。